# Strmec, Luče
Strmec este o localitate din comuna Luče, Slovenia, cu o populație de 131 de locuitori.